# Park im. Suworowa w Kobryniu
Park im. A. W. Suworowa w Kobryniu (biał. Парк культуры і адпачынку імя А. В. Суворава ў Кобрыне, ros. Парк культуры и отдыха имени А. В. Суворова в Кобрине) – zielony kompleks położony w Kobryniu na Polesiu, pomnik przyrody rangi państwowej. Zajmuje obszar ok. 60 ha. 

## Historia
Nazwa założenia pochodzi od Aleksandra Suworowa, do którego po III rozbiorze należały dobra kobryńskie, podarowane mu przez Katarzynę II. Sam park został założony w 1768 przez podskarbiego Tyzenhauza. Po 1808 majątek kobryński wraz z parkiem przeszedł w ręce majora Gielwicza, a od połowy XIX wieku należał do Aleksandra Mickiewicza, brata Adama. W 1948 w zgodzie z imperialnymi tradycjami przemianowano go na Park Kultury i Wypoczynku im. Aleksandra W. Suworowa. 

## Przyroda i kultura
Na terenie parku występuje ponad 70 rodzajów drzew i krzewów (wśród nich egzotyczne rośliny). Znajduje się w nim stadion, teatr letni, plac zabaw i wypożyczalnia sprzętu wodnego. Ozdobę założenia stanowi wykonane przez I. M. Rukawisznikowa popiersie Suworowa. 
Osią parku jest Aleja Główna (przedłużenie ulicy Suworowa). Na brzegu cieku wodnego stał przed laty domek generała, obecnie przeniesiony. 

Galeria
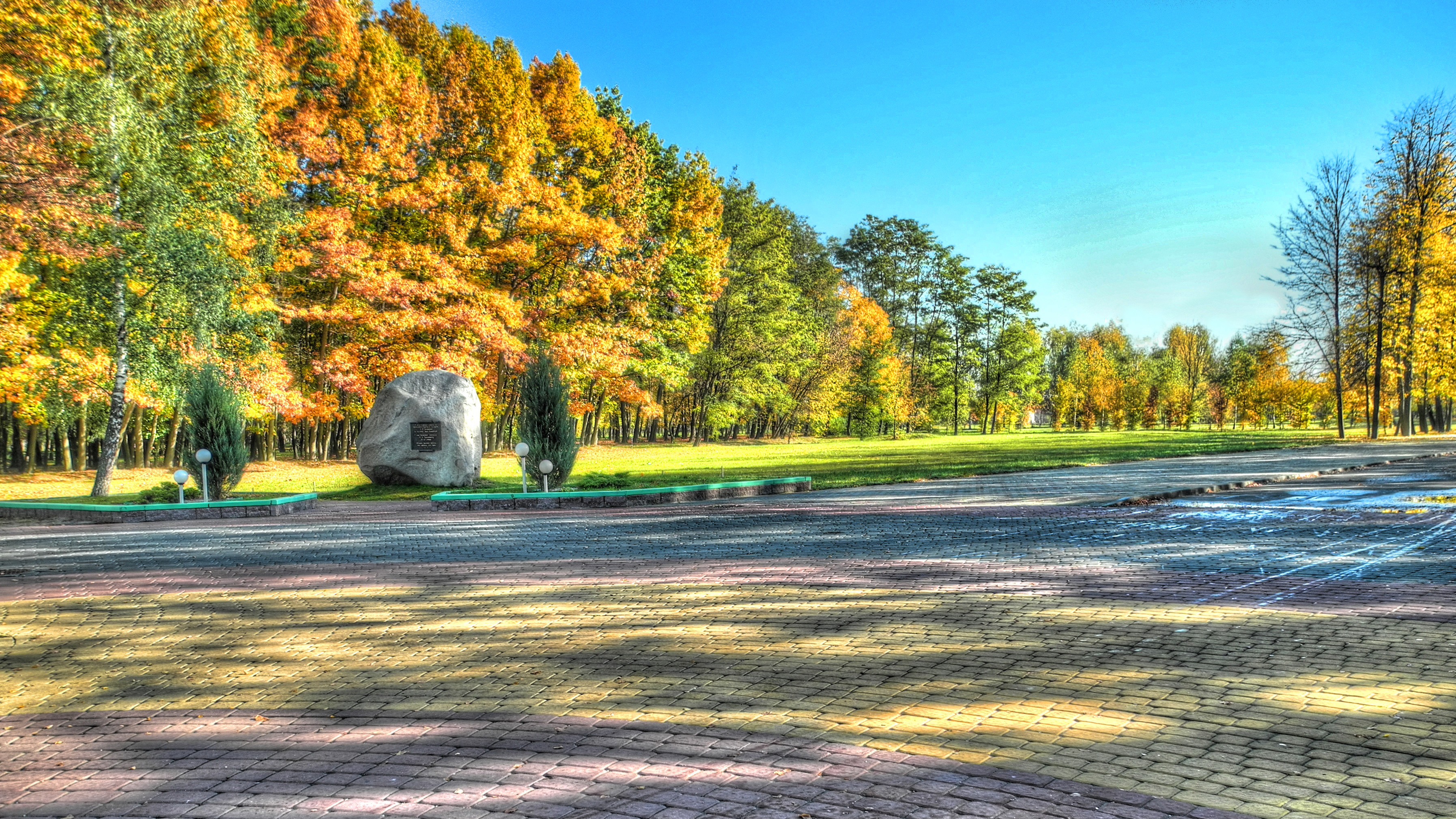
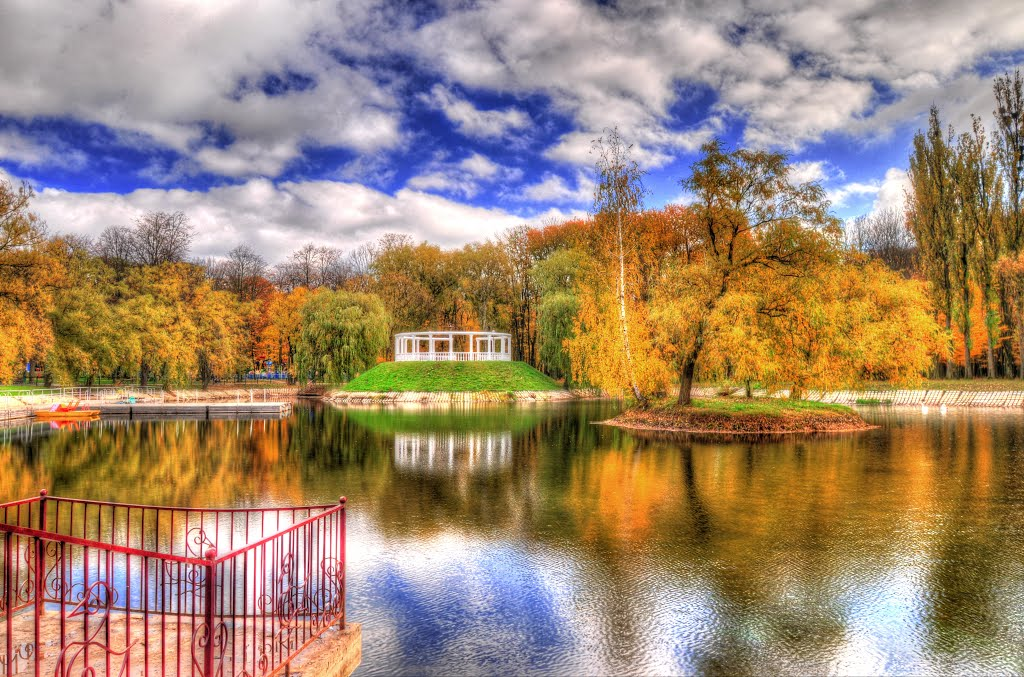